# Racing Club de Roubaix
Il Racing Club de Roubaix è stato un club calcistico francese con sede a Roubaix.

## Storia
Il club fu fondato nel 1895 ed ebbe grandissimo successo prima dell'avvento del calcio professionistico in Francia. Nel 1933, dopo aver perso la finale di Coppa di Francia contro i rivali dell'Excelsior AC Roubaix, il club diventò professionistico e raggiunse la Ligue 1 nel 1936, rimanendoci fino alla seconda guerra mondiale. Durante la guerra, su ordine fascista del regime di Vichy, il club fu fuso con l'Excelsior AC Roubaix e l'US Tourcoing formando il CO Roubaix-Tourcoing (1945-1963). Nel 1963, il CO Roubaix-Tourcoing perse il suo status di professionista e l'RC Roubaix decise di fondersi con un altro club, lo Stade Roubaix, per creare il Racing Stade Roubaisien. Questa squadra si fuse ancora con il Roubaix Football formando a sua volta lo Stade Club Olympique de Roubaix, squadra che scomparve nel 1995 in seguito a problemi finanziari.

## Nomi del club
- 1895-1944. Racing Club de Roubaix.
- 1944-1963. CO Roubaix-Tourcoing.
- 1964-1990. Racing Stade Roubaisien.
- 1990-1995. Stade Club Olympique de Roubaix (SCOR).

## Palmarès

### Competizioni nazionali
- Campione di Francia USFSA: 1902, 1903, 1904, 1906, 1908

### Competizioni regionali
- Campione DH Nord: 1923, 1925, 1926, 1930

### Altri piazzamenti
- Coppa di Francia:

Finalista: 1931-1932, 1932-1933
Semifinalista: 1933-1934
- Campionato francese di seconda divisione:

Secondo posto: 1935-1936
- Challenge international du Nord:

Finalista: 1898, 1903, 1909

## Storico allenatori
- John Goodall: 1910-1912
- Griffiths: 1935-19??
- Franz Platko: 1933-1934[1]